# Sankt Maria Hospital
Sankt Maria Hospital ligger på Frederiksborgvej 2 i Roskilde. Hospitalet blev opført 1904-1905. Til hospitalet knyttedes Den franske Skole og Sankt Laurentii Kirke på den modsatte side af Frederiksborgvej.
Hospitalet og kirken blev opført af nonner fra fra den franske orden Les filles de la Sagesse (Visdommens Døtre).
Bygningen er i dag registreret som bevaringsværdigt i klasse 3 - høj bevaringsværdi (1-3)

## Eksterne kilder og henvisninger
- Sankt Maria Hospital Arkiveret 21. december 2016 hos  Wayback Machine hos Kulturarv Roskilde Arkiveret 21. december 2016 hos  Wayback Machine.

55°38′36.3″N 12°05′05.7″Ø / 55.643417°N 12.084917°Ø